# Сулейманов, Магомед Валибагандович
Магоме́д Валибага́ндович Сулейма́нов (род. 28 апреля 1959, Избербаш, Дагестанская АССР, РСФСР, СССР) — российский государственный и политический деятель. Председатель Народного Собрания Республики Дагестан (2007—2010), Врио Главы г. Махачкалы, Глава г. Избербаш (1997—2007). Депутат НС РД (1999—2018). Доктор экономических наук. Заслуженный экономист РД. 

## Биография
Магомед Сулейманов родился 28 апреля 1959 года в Избербаше. По национальности — даргинец.
В 1978 году Магомед Сулейманов окончил Балашовский пушно-меховой техникум.
В 1989 году — Московский кооперативный институт по специальности «Экономика торговли».
C 1978 по 1993 год работал в системе потребкооперации Калмыкии.
С 1993 по 1994 год — председатель правления коммерческого банка «Избербаш».
С 1994 по 1997 год — управляющий Избербашским отделением Махачкалапромстройбанка.
С 1997 по 2007 год занимал пост главы Избербаша. С 2001 года — секретарь Политсовета Избербашского местного отделения партии «Единая Россия». По данным дагестанских СМИ, будучи главой Избербаша, Магомед Сулейманов конфликтовал с мэром Махачкалы С. Амировым и депутатом Госдумы Г. Махачевым.
Трижды избирался депутатом Народного собрания РД в 1999, 2007 и 2011 году. 
С 2007 по 2010 год — председатель Народного собрания РД. Член Комитета по здравоохранению и социальной политике.
С 18 марта 2010 года — исполнительный директор фонда обязательного медицинского страхования «Дагестан».
В апреле 2014 года был назначен на пост врио мэра Махачкалы. В октябре 2015 года вернулся в ФОМС.
Председатель попечительского Совета Дома детства № 8 г. Избербаша, попечитель Детского центра восстановительной медицины и реабилитации г. Махачкалы. Состоит в списках жертвователей Фонда развития МГИМО.
В августе 2018 года арестован по подозрению в организации преступного сообщества и хищении более 210 млн рублей.

## Семья
Магомед Сулейманов женат, имеет пятерых детей.
Брат Магомеда Сулейманова — Абдулмеджид — с 2007 года возглавляет город Избербаш.

## Награды и премии
- Орден Дружбы;
- Орден «За заслуги перед Отечеством» IV степени (2010)[3];
- Орден «За заслуги перед Республикой Дагестан»;[5]
- Медаль «За доблестный труд», Дагестан.
- Доктор экономических наук
- Заслуженный экономист Республики Дагестан.